# 대한민국 상법 제21조
대한민국 상법 제21조는 상호의 단일성에 대한 상법총칙의 조문이다.

## 조문
제21조 (상호의 단일성) ① 동일한 영업에는 단일상호를 사용하여야 한다.
② 지점의 상호에는 본점과의 종속관계를 표시하여야 한다.